# Портретная живопись в изобразительном искусстве Ленинграда
Ленинградский живописный портрет — понятие, относящееся к живописи как к одному из видов изобразительного искусства Ленинграда 1917—1990 годов и охватывающее творчество нескольких поколений художников Ленинграда в жанре портрета. Одно из наиболее значительных явлений в российской советской портретной живописи XX века.

## Предыстория
В изобразительном искусстве Петрограда—Ленинграда живописный портрет занял особое место. В нём воплотился собирательный образ простых современников и героев революционной эпохи, времени разрушения «старого» и созидания «нового» мира. Живописный портрет 1917—1940 годов отразил также и специфические проблемы русского искусства своего времени, для которого было характерным столкновение традиций и новаторства.
Истоки ленинградской портретной живописи лежат в богатых традициях и опыте мастеров русского живописного портрета конца XIX — начала XX века, среди которых выделялась фигура выдающегося художника и педагога И. Е. Репина. Признанными мастерами этого жанра были В. А. Серов, Б. М. Кустодиев, О. Э. Браз, К. Е. Маковский, В. Е. Маковский, А. В. Маковский, А. И. Савинов, К. С. Петров-Водкин, З. Е. Серебрякова, Н. И. Фешин, Н. И. Альтман, П. Д. Бучкин, К. А. Сомов, И. И. Бродский, Б. Д. Григорьев, С. В. Воинов, А. Я. Головин.
Благодаря их работам в начале XX века сложились основные типы русского живописного портрета. Среди них как разновидности живописного портрета выделялись исторический портрет, психологический портрет, интимно-лирический портрет, автопортрет, портреты-типы, портреты-картины, парные, групповые портреты и некоторые другие. Тематически выделялись портреты государственных и общественных деятелей, портреты деятелей науки, культуры и искусства, мужской, женский и детский портрет, военный портрет, конный портрет, портрет рабочего, крестьянский портрет и некоторые другие. Композиционно исследователи жанра выделяют погрудный, трёхчетвертной портрет, портрет-фигуру, портреты-головы, портрет-картину.
Два события, произошедших в Петербурге в начал века, сыграли в дальнейшем особую роль в развитии ленинградской портретной живописи. Первым стало грандиозное полотно И. Е. Репина «Торжественное заседание Государственного совета 7 мая 1901 года в день столетнего юбилея со дня его учреждения», работу над которым художник завершил в 1903 году. По мнению В. А. Леняшина, оно "стало торжеством не только самого Репина, но и объективного метода портретирования, «живой портретности».
Другим событием стала грандиозная «Историко-художественная выставка русских портретов» С. П. Дягилева, открывшаяся в 1905 году в Таврическом дворце. По выражению В. А. Леняшина, авторитет портретного жанра в русском искусстве был ею «подтверждён и стократно усилен». Всё вместе это стало той естественной и благоприятной почвой, на которой всходили первые ростки портретной живописи послереволюционного искусства в Петрограде-Ленинграде.

## 1917—1940 годы

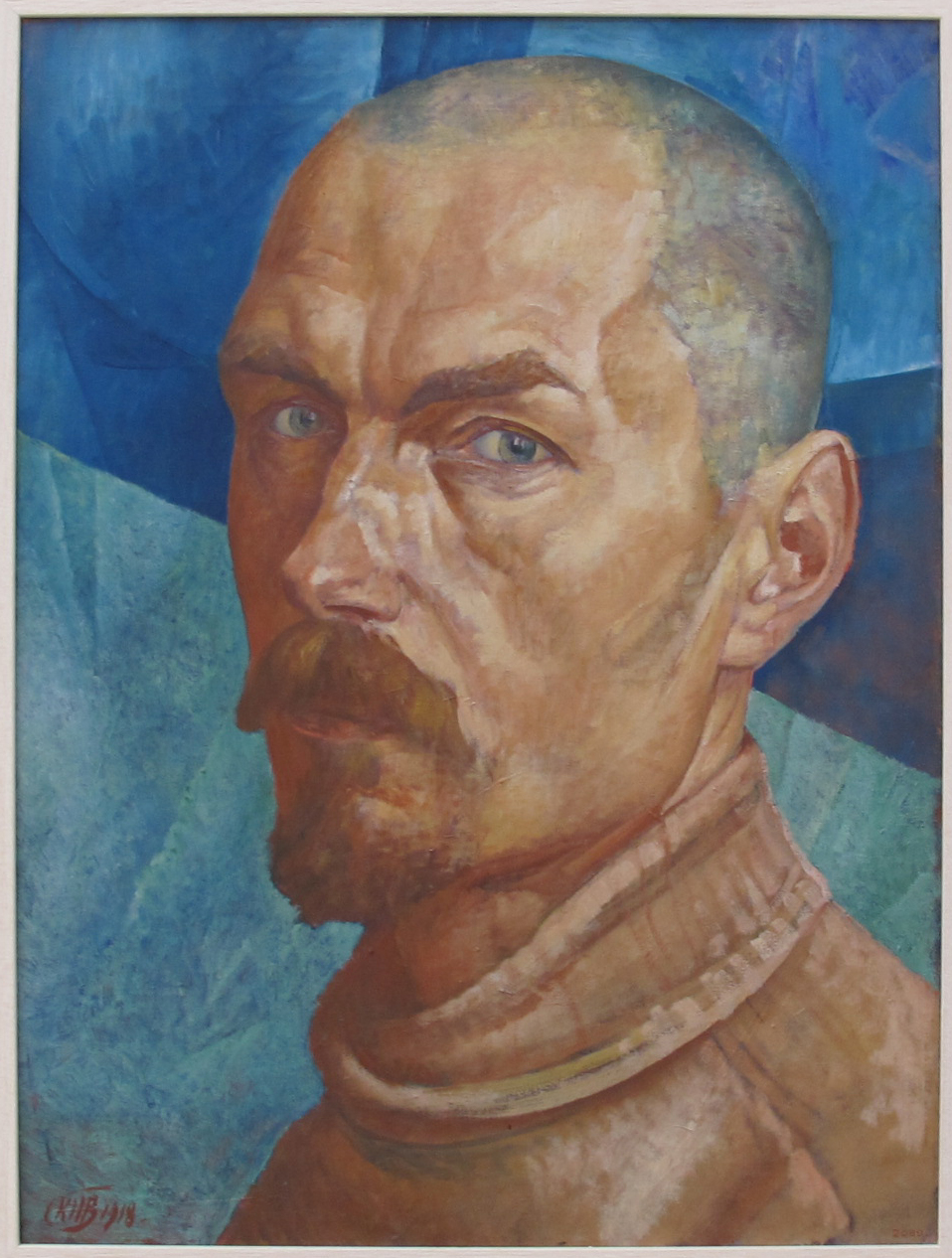
К. С. Петров-Водкин
Автопортрет. 1918. ГРМ

На петроградских выставках 1917—1923 годов живописный портрет был представлен работами крупнейших мастеров этого жанра — И. Е. Репина, О. Э. Браза, Б. М. Кустодиева, К. С. Петрова-Водкина, И. И. Бродского, Б. Д. Григорьева, З. Е. Серебряковой, А. Я. Головина, Н. И. Альтмана, В. Д. Баранова-Россинэ, К. С. Малевича, П. Д. Бучкина, Ю. П. Анненкова, Р. Р. Френца, А. Р. Эберлинга, других известных художников.
К числу наиболее значительных работ этого периода критика относит «Автопортрет» (1918, ГРМ) К. С. Петрова-Водкина, «Портрет М. А. Шерлинга» (1918, ГРМ) Ю. П. Анненкова, «Купчиху за чаем» (1918, ГРМ) Б. М. Кустодиева, «Автопортрет» (1919, ГРМ), «Портрет Н. Е. Добычиной» (1920, ГРМ), «Портрет Э. Ф. Голлербаха» (1923, ГРМ) А. Я. Головина, «Автопортрет» (1922, ГРМ), «Портрет А. А. Бенуа-Черкесовой с сыном» (1922, ГРМ) З. Е. Серебряковой, «Портрет А. А. Ахматовой» (1922, ГРМ) К. С. Петрова-Водкина, «Портрет Ф. М. Шаляпина» (1921, ГРМ), «Портрет С. И. Золотаревского» (1922, ГРМ) Б. М. Кустодиева, «В. И. Ленин и манифестация» (1919) И. И. Бродского и ряд других. Они говорят о разнообразии тематики, стилей и видах портрета в этот период, хотя структура жанра менялась.
Новое время и новые герои диктовали общее движение в сторону усиления монументальности и типизации портретного образа, что наиболее ярко проявилось в работах К. С. Петрова-Водкина, Б. Д. Григорьева, И. И. Бродского, позднее у В. В. Лебедева и лидеров «Круга» А. Н. Самохвалова и А. Ф. Пахомова. В начале 1920-х Бродский работает над грандиозным полотном «Торжественное открытие II конгресса Коминтерна», изобразив в ней свыше 300 делегатов и гостей конгресса. Картина была им закончена в 1924 году, по мнению А. И. Бродского, она во многом определила пути советской историко-революционной живописи и жанра групповой картины-портрета. В процессе её создания Бродский выполнил свыше 150 натурных портретов. Вместе с картиной они экспонировались на организованных АХРР выставках в Москве, Ленинграде, Свердловске, Перми. И. Е. Репин назвал картину Бродского «необыкновенным явлением». «Это колоссальный труд, — написал он в книге отзывов о картине, — и выполнение такой сложной композиции — мы знаем их — редкость».
В дальнейшем в 1920—1930-е годы И. И. Бродский много писал советских государственных и военных деятелей, создав ряд широко известных произведений в этом жанре. Среди них картины «В. И. Ленин на фоне Кремля» (1924), «В. И. Ленин в Смольном» (1930, ГТГ), «Портрет И. В. Сталина» (1928), «М. В. Фрунзе на манёврах» (1929), "К. Е. Ворошилов на линкоре «Марат» (1929) и другие.
Среди созданных в этот период портретов деятелей науки, литературы и искусства критика выделяла «Портрет Ф. И. Шаляпина» (1918) П. Д. Бучкина, «Портрет И. И. Бродского» (1920), «Портрет П. Капицы и Н. Семёнова» (1921), «Портрет М. Волошина» (1924), «Портрет артистки Т. В. Чижовой» (1924) Б. М. Кустодиева, «Портрет М. Добужинского» (1922) О. Э. Браза, «Портрет Ю. М. Юрьева» (1923), «Автопортрет» (1927) А. Я. Головина, «Портрет Е. С. Кругликовой» (1925, ГРМ), «Портрет М. А. Волошина» (1927, ГРМ), «Портрет академика Н. А. Морозова» (1938, ГРМ), «Автопортрет» (1940, ГРМ) А. П. Остроумовой-Лебедевой, «Летняя ночь за Нарвской заставой (Автопортрет)» (1923, ГРМ) С. А. Павлова и ряд других.

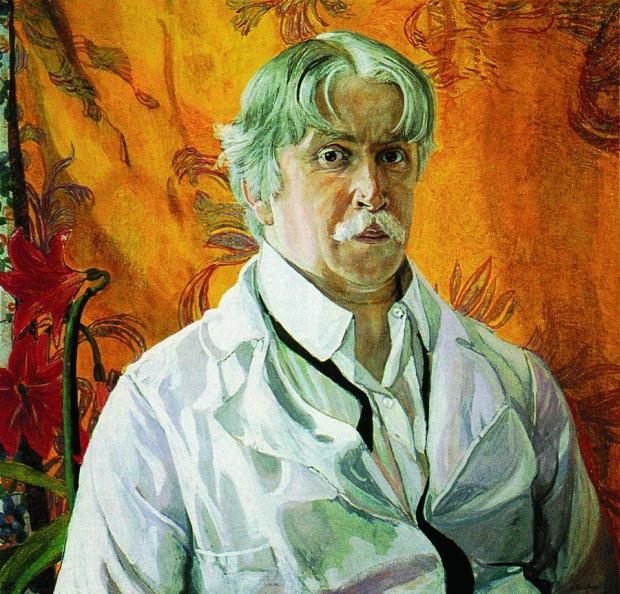
А. Я. Головин
Автопортрет. 1927

Таким образом, уже в первые годы после революции художественное освоение действительности выразилось в расширении тематического диапазона жанра, в интересе к новому герою, в попытках его типизации. Сюжетно-типологическое разнообразие послереволюционному портрету придавало активное обращение художников к образам рабочих и колхозников, спортсменов и метростроевцев, лётчиков и краснофлотцев, учителей и беспризорников, делегатов и ударников, хотя создаваемые работы не всегда сопровождались поисками пластической новизны. Но рождалась и новая пластика. Её примеры исследователи находят, например, в монументальности образов ведущих мастеров «Круга художников», или в характерных «портретах-головах» у К. С. Петрова-Водкина, П. Н. Филонова, П. А. Осолодкова, В. И. Малагиса, Е. К. Эвенбах, И. Л. Лизака. Интерес к последнему В. А. Леняшин называет «естественным в глобальный переломный период, когда мир в глазах человека терял своё величие».
В качестве известных портретов-типов второй половины 1920-х — начала 1930-х годов работы «Девушка в красной косынке» (1925, ГРМ), «Рабочие» (1926, ГРМ) К. С. Петрова-Водкина, «Жница» (1927), «Женщина в красной шляпе» (1927), «Матрос» (1928) В. В. Пакулина, «Кондукторша» (1928) А. Н. Самохвалова, «Работница» (1927) А. Ф. Пахомова, «Стеклодув» (1926, ГРМ) И. Г. Дроздова, «Кузнец тов. Яковлев» (1934, ГРМ) И. Л. Лизака, «Трактористка» (1932, ГРМ), «Доярка» (1934, ГРМ, «Колхозный кузнец» (1934, ГРМ), «Украинка» (1937, ГРМ) В. И. Малагиса, «Плотник» (1929, ГРМ), «Женский портрет» (1929, ГРМ), «Девушка без службы» (1930, ГРМ), «Голова современной девушки» (1932, ГРМ), «Синий портрет» (1935, ГРМ) К. С. Малевича и другие.

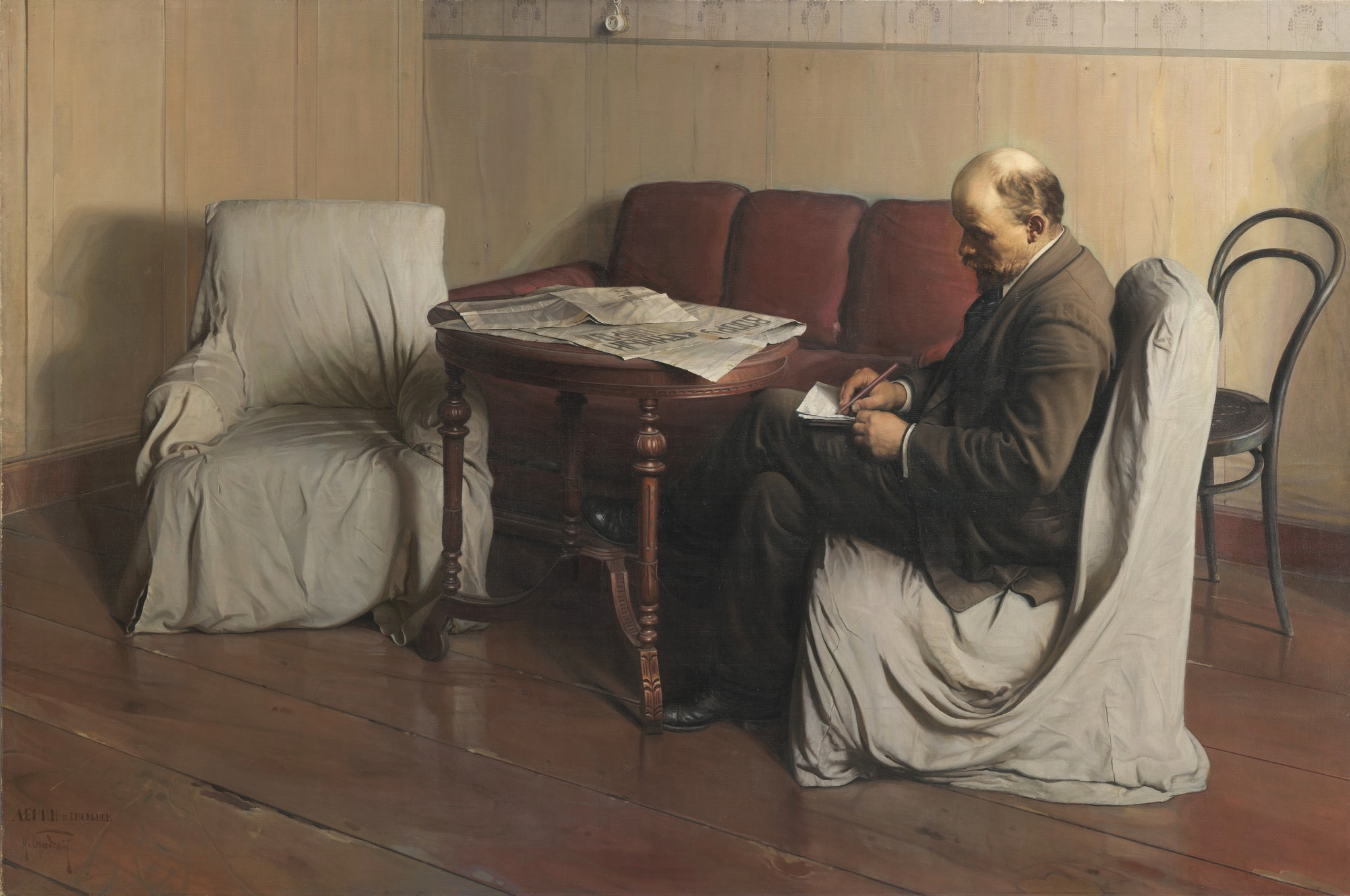
И. И. Бродский
Ленин в Смольном. 1930. ГТГ

Представление о состоянии портретной живописи в 1920—1930-е годы дают каталоги крупнейших выставок этого периода. Так, на выставке «Жизнь и быт народов СССР» в 1926 году в ГРМ ленинградские портретисты были представлены работами «Портрет профессора пианиста Игумнова», «Портрет профессора Сакулина», «Портрет артиста А. Минеева» Б. М. Кустодиева, «Портрет Т. П. Мясоедовой» И. И. Бродского, «Автопортрет» А. И. Вахрамеева, «Портрет К. Владимирова» В. А. Зверева, «Портрет В. Стеклова, математика» Н. А. Протопопова и другими. В следующем 1927 году на юбилейной выставке жанр портрета был представлен работами «Портрет писателя В. Шишкова» Э. О. Визеля, «Автопортрет», «Портрет М. Фрунзе» В. А. Гринберга, «Пионерка» С. Н. Архипова, «Портретом Рыкова» М. М. Далькевич, «Рая», «Девочка в красном» О. Д. Жудиной и другими. К этому же году относится одна из лучших работ В. В. Лебедева «Портрет Н. С. Надеждиной».
На ретроспективной выставке «Художники РСФСР за XV лет» 1932 года в ГРМ портрет ленинградских художников был представлен работами «Портрет К. Ворошилова» (1929), «Портрет Т. Мясоедовой» (1930), «Ленин в Смольном» (1930) И. И. Бродского, «Портрет ударника И. Гирьят» (1931) В. А. Зверева, «Портрет художницы Е. С. Кругликовой» А. П. Остроумовой-Лебедевой, серией портретов членов коммуны «Красная мечь» А. Ф. Пахомова, «Портрет писателя М. А. Кузьмина» (1925, ГРМ) Н. Э. Радлова, «Автопортрет» (1918) и «Портрет А. А. Ахматовой» (1922), «Портрет девушки» (1928) К. С. Петрова-Водкина, серией портретов членов коммуны «Ленинский путь» (1931) А. Н. Самохвалова, «Живая голова» (1923), «Портрет Е. Н. Глебовой» П. Н. Филонова и другими.
Впервые на выставке была показана работа А. Н. Самохвалова «Девушка в футболке» (1932, ГРМ), ставшая одним из наиболее известных образов современниц в советском искусстве. По мнению А. Ф. Дмитренко, в облике героини — учительницы Е. П. Адамовой — Самохвалов сумел воплотить «и типичные черты человека своего времени — с его непосредственностью, энтузиазмом, целеустремлённостью».

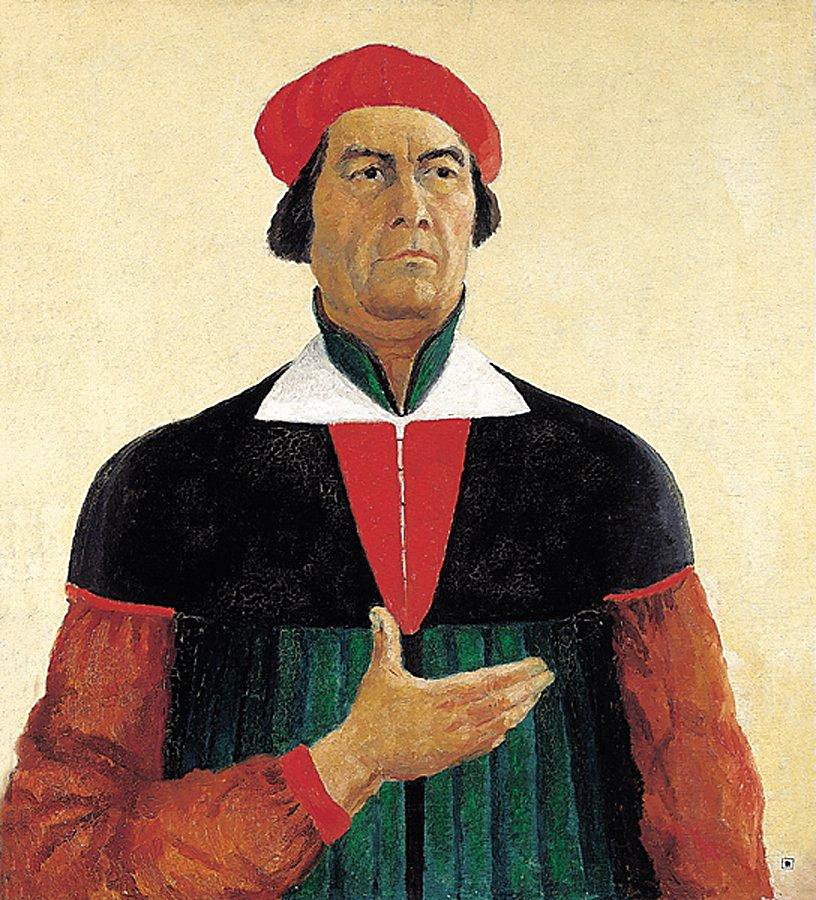
К. Малевич
Автопортрет. 1933, ГРМ

В 1935 году на Первой выставке ленинградских художников портретная живопись была представлена работами «Председатель колхоза товарищ Олимпиев» Л. И. Вольштейна, «Дискометатель товарищ Архипов, Динамо» Н. И. Дормидонтова, «Портрет сенегалки» М. Ф. Вербова, "Балерина Вечеслова в балете «Пламя Парижа» Н. К. Шведе-Радловой, «Автопортрет» К. С. Малевича, серией «Девушки метростроя» А. Н. Самохвалова, «Портрет Л.» Н. А. Тырсы, «Председатель сельсовета Даша Прохорова» С. И. Дымшиц-Толстой, «Портрет Дмитриевой» Н. Э. Радлова, «Портрет писателя К. Федина» К. С. Петрова-Водкина, «Две девочки» А. Ф. Пахомова, «Кузнец товарищ Яковлев» В. И. Малагиса, «Портрет народного артиста П. З. Андреева» П. Д. Бучкина и другими.
Детский портрет в экспозиции был представлен работами «Пионерка» (1935) Л. И. Вольштейна, «Девочка» (1934) А. Н. Самохвалова, «Две девочки», «Пионеры у моря», «Девушка на солнце» (1934) А. Ф. Пахомова, «Девочка за партой» (1934) К. С. Петрова-Водкина и другими. В целом портрет на выставке 1935 года давала представление о достижениях, проблемах и тенденциях в развитии жанра за три года, прошедших после образования ЛССХ. А также о круге ленинградских художников, тяготевших в своём творчестве к портретному жанру.
Спустя ещё четыре года на выставке «Индустрия социализма» портретная живопись ленинградских художников была представлена работами разного характера, от группового портрета «Профессор Иоффе с сотрудниками» Г. Бобровского, репрезентативного «Портрета депутат Верховного Совета СССР А. Смирновой» (1937) А. Р. Эберлинга, военного «Портрета стратонавта профессора А. Б. Вериго» (1937) Н. Э. Радлова, «Портрет лётчика В. П. Чкалова» (1937) Л. А. Гаспарьяна, до психологического «Портрета геолога профессора А. П. Герасимова» (1937) М. И. Дромметер и лирических портретов-типов «Работница» (1937), «Рабфаковка» (1937), «Девушка с чашкой» (1937) В. В. Лебедева и другими.
Портрет занял заметное место среди дипломных работ выпускников ЛИЖСА конца 1930-х годов, среди них «Портрет профессора консерватории Н. Позднякова» Г. В. Вернера (1939, мастерская И. И. Бродский), «Красноармейцы выпускают стенную газету» А. И. Лактионова (1938, мастерская И. И. Бродский), «Пушкин в Михайловском» Ю. М. Непринцева(1938, мастерская И. Бродского), «Максим Горький» В. М. Ольшевского (1938, мастерская Н. Ф. Петрова), «Портрет М. И. Калинина» В. Г. Заонегина (1941, мастерская имени И. И. Бродского), «Портрет И. П. Павлова» Н. П. Нератовой (1940, мастерская А. А. Осмёркина) и другие. Некоторым воспитанникам ЛИЖСА и СХШ предвоенных лет в последующем суждено будет обогатить русскую портретную живопись значительными произведениями. Среди них были А. И. Лактионов, Ю. М. Непринцев, О. Б. Богаевская, Г. В. Вернер, А. П. Левитин О. Л. Ломакин, Ю. Н. Тулин, Н. Л. Веселова, С. А. Ротницкий, Т. К. Афонина, Г. А. Савинов, А. А. Мыльников, Е. Е. Моисеенко и другие.
В целом во второй половине 1930-х в работах художников на смену безымянному портрету-типу всё чаще начинает приходить индивидуализированный образ современника. По существу это было первым в истории мировой живописи широким обращением к образу рабочего человека как конкретной личности, наделённой богатыми индивидуальными характеристиками.

## Война и блокада
Творчество ленинградских мастеров живописного портрета периода войны и блокады подробно исследовано в специальной литературе.
Отражая военную жизнь, активно участвуя в ней, искусство одновременно было зеркалом духовной жизни самих художников, их понимания и отношения к происходящему. Оно свидетельствовало о том, что ленинградские художники переживали судьбу родины, народа, любимого города как свою личную судьбу. Как отмечает П. К. Суздалев, крупнейший исследователь искусства периода Великой Отечественной войны, «политическая беспечность, индивидуализм и эстетство в среде художников в эти годы были немыслимым явлением».
По мнению Р. А. Бахтиярова, портретную живопись блокадного Ленинграда «можно с уверенностью назвать подлинной вершиной развития этого жанра в советском искусстве периода Великой Отечественной войны». Работы художников В. А. Серова, И. А. Серебряного, В. И. Малагиса , П. П. Белоусова, Н. Х. Рутковского, А. С. Бантикова и других отразили перемены в восприятии художниками образа современника, продиктованные испытаниями войной и блокадой. По замечанию Р. А. Бахтиярова, крупный военачальник мог быть запечатлён в произведении, имеющем камерный характер, тогда как для изображения рядового бойца нередко выбиралась форма репрезентативного, парадного портрета.
На другую особенность военного портрета — возникновение портретных серий бойцов и командиров одной части, с которой художника связывали прочные и продолжительные контакты, обращает внимание известный исследователь советского живописного портрета Л. Зингер. По его мнению, наиболее интенсивно такие серии создавались именно на Ленинградском фронте в период блокады, когда от центра города до линии обороны было совсем близко, когда художник на трамвае добирался до передовой, а боец мог таким же образом явиться в мастерскую для позирования.
Среди произведений, относимых к военному портрету, исследователи выделяют написанные В. А. Серовым портреты командиров партизанских отрядов Д. Власова и Н. Волобуева, психологически ёмкий портрет командующего Ленинградским фронтом генерал-полковника Л. А. Говорова (1943) и генерала Н. П. Симоняка. Тогда же В. А. Серовым был создан один из немногих в мировом искусстве женских военных образов — портрет снайпера М. А. Кошкиной (1943).
В этом же жанре И. А. Серебряным были написаны получившие широкую известность портреты партизана В. Тимачёва (1943), снайпера Рахматуллина, командира партизанского отряда И. Болознева (1942), лётчика-истребителя И. Дёмина, Героев Советского Союза С. Литаврина и Т. Ширинского. Особое место как в творчестве И. А. Серебряного, так и во всей советской живописи периода Великой Отечественной войны принадлежит групповому портрету «Лесгафтовцы» (1942, ГРМ), который является первым групповым портретом-картиной, написанной в блокадном Ленинграде. К жанру военного портрета относятся портреты бойцов Ленинградского фронта Белякова и снайпера Дьяченко кисти В. И. Малагиса, «Портрет партизана» Н. Х. Рутковского.
Помимо военного портрета в годы войны живописцами создавались портреты ленинградцев — жителей и тружеников города-фронта («Литейщица», «Портрет старой работницы» В. И. Малагиса), портреты деятелей культуры и искусства («Портрет писателя В. М. Саянова», портреты художников А. Блинкова и Н. Павлова кисти В. А. Серова, «Портрет диктора ленинградского радио М. Г. Петровой» Я. С. Николаева, «Портрет искусствоведа Н. Пунина» В. Орешникова), произведения в жанре камерного портрета и автопортрета. Так, в жанре автопортрета известность получили работы В. А. Серова, А. С. Бантикова, К. И. Рудакова, «исполненный живописного романтизма, страдальческий и героический» автопортрет Я. С. Николаева. Большинство из этих произведений в дальнейшем пополнили собрание ГРМ и других музеев, став подлинными художественными и историческими свидетельствами подвига защитников Ленинграда.
Живописный портрет неизменно был представлен на ленинградских выставках военных лет. Так, на весенней выставке 1943 года в ЛССХ экспонировались работы «Портрет полковника Трусова» П. П. Белоусова, «Автоматчик-казах» М. Ф. Вербова, «Портрет М. Морозовой», «Портрет бойца ленинградского фронта Заикина» В. И. Малагиса, «Портрет инженера Ленэнерго С. Зайцева», «Портрет бригадира слесарной бригады 2-й ГЭС Хренова», «Портрет Копейкиной, лучшей подносчицы торфа» В. Н. Прошкина, «Женский портрет» Л. А. Рончевской, «Автопортрет», «Портрет Л. Земцовой», «Портрет В. Раевской» Н. Х. Рутковского, «Портрет И. В. Сталина», «Портрет пулемётчика Орла», «Портрет лейтенанта Лебедевой» В. А. Серова, «Снайпер тов. Казаков» Л. Ф. Фролова-Багреевой и другие. На выставке этюда в начале 1945 года живописный портрет был представлен работами художников В. П. Белкина, И. К. Колесовой, А. Д. Кокоша, В. И. Малагиса, Я. С. Николаева, В. Ф. Подковырова, В. А. Раевской, Н. Х. Рутковского, А. Н. Самохвалова, В. А. Серова, Л. Ф. Фролова-Багреевой, Л. В. Худякова и других.
Война и блокада вызывали к жизни, главным образом, документалистские холсты, не решавшие, как правило, больших пластических проблем. В этом заключалась их сила, но и одновременно слабость. «Я это видел своими глазами» — так В. А. Леняшин обобщённо определял основную задачу, которую художники осознанно ставили перед собой в этом жанре. «Пожалуй, главное, что дало это время портрету, — пишет В. А. Леняшин, — избавление от самоуверенности предшествующей поры и от её сверхобобщённости. К таким работам относится „Ленинградская Мадонна“ Елены Марттилы — портрет матери, которая пытается укрыть своего умирающего ребёнка шалью. Светлая порывистая „Девочка“ М. С. Копейкина, счастливо не знающая о краткости отпущенного ей земного бытия — она умерла в блокаду, чудаковато-экзальтированный лебедевский „Эттингер“ и „Портрет жены“ В. М. Орешникова показывают, что цена отдельной жизни, прошедшей или не прошедшей через смертельные испытания, возрастала».

## 1946—1960
Первое послевоенное десятилетие в ленинградском искусстве было отмечено возросшей ролью портрета. Л. Зингер связывает эту тенденцию с приходом в искусство нового поколения молодых портретистов, а также с активным обращением к портрету опытных мастеров, ранее получивших известность в жанрах сюжетной картины или пейзажа.
В произведениях конца 1940-х — начала 1950-х годов присутствуют все виды живописного портрета, от официального и парадного руководителей государства и военачальников до лирического и интимного портрета. При этом, несмотря на известные перекосы, развитие каждого типа живописного портрета было творчески оправданным и сопровождалось созданием высокохудожественных произведений. Подтверждение этому находим в творчестве ведущих ленинградских мастеров. Так, среди лучших работ В. М. Орешникова этого периода, пополнивших собрание Русского музея, были «Портрет жены художника» (1945), «Портрет Г. С. Улановой» (1946), «Портрет И. В. Сталина» (1947), «Портрет балерины А. Я. Шелест» (1949), «Портрет знатного сталевара стахановца М. К. Мурзича» (1949). К лучшим портретным работам В. А. Горба относятся написанные им в эти годы «Автопортрет» (1946), «Портрет артистки В. Ефимовой» (1946), «Портрет академика Е. В. Тарле» (1948), «Портрет артистки Н. Толстой» (1950), «Портрет художника И. П. Степашкина» (1952) «Портрет Екатерины Подовинниковой — чемпиона СССР по мотокроссу» (1951).
На крупнейших выставках конца 1940-х и начала 1950-х годов экспонировались все основные типы современного портрета — рабочих, деятелей науки и искусства, государственных и военных деятелей, исторический портрет. Среди них «Портрет А. С. Власовой, токаря-скоростника» (1950) А. Г. Гуляева, «В. И. Ленин в рабочем кружке» (1950) А. Н. Гурина, «Портрет сталевара Кировского завода Ф. И. Коновалова» (1949, ГРМ) И. А. Серебряного, «Портрет машиниста П. А. Фёдорова» (1949, ГРМ) Г. В. Павловский, «Портрет знатного кузнеца Л. Н. Рябова» (1950) П. А. Горбунова, «Голубок» (1951) О. Б. Богаевской, серии портретов передовых рабочих завода им. Воскова А. Г. Гуляева и Ф. С. Лемберского, «Портрет академика М. Г. Хлопина» (1950) Р. А. Захарьян, «Портрет заслуженной учительницы А. Л. Серковой» М. С. Копейкина, «А. А. Жданов. Последняя ночь блокады» (1950) С. И. Левенкова, «Сталин в Туруханском крае» (1947, ГРМ) Я. С. Николаева, «Знатная телятница колхоза „Лесное“ Ф. Ласько» (1951) А. П. Левитина, «Портрет поэта М. Дудина» (1950) А. А. Мыльникова, «Портрет художника Е. И. Чарушина» (1950) В. И. Малагиса, «Портрет дважды Героя Советского Союза В. И. Ратова» В. Ф. Подковырина, «Портрет знатной учительницы А. Р. Карновской» (1951) Т. В. Копниной, «Портрет художника Ю. Непринцева» (1951), «Портрет художника П. Д. Бучкина» (1951) А. М. Любимова, «Портрет Ким Ир Сена» (1950) П. Варлена, «Групповой портрет знатных людей Кировского завода» (1951) Н. Л. Бабасюка, «Александр Матросов» (1951) Г. А. Савинова, «Портрет скульптора В Лишева» (1952, ГРМ) В. М. Орешникова, работы С. А. Бузулукова, И. П. Весёлкина, Г. Н. Веселова, Н. А. Иванова, В. М. Измайловича, М. С. Копейкина, В. И. Малагиса, Л. А. Островой, С. А. Петрова, М. Г. Платунова, В. Н. Прошкина, «Портрет лауреата Сталинской премии токаря-скоростника Г. С. Борткевича» (1949) Б. Г. Ершова, «Сталь готова. Стахановская бригада знатного сталевара Кировского завода Н. Лаврова» (1949) К. С. Джакова и другие.
О растущем интересе к живописному портрету, в особенности, к картине-портрету, говорит и обращение к этому жанру многими выпускниками ЛИЖСА имени И. Е. Репина в дипломных работах. Среди них «Артист Черкасов на репетиции в роли Дон Кихота» Н. А. Ивановой (1947, мастерская А. А. Осмёркина), «Балерина Г. Уланова перед выходом на сцену» Л. А. Муравиной (1947, мастерская А. А. Осмёркина), «Генерал Черняховский» П. М. Романовского (1948, мастерская М. И. Авилова), «Маяковский читает стихи Репину» С. А. Ротницкий (1948, мастерская Б. В. Иогансона), «Попов демонстрирует своё изобретение адмиралу Макарову» И. С. Сорокина (1948, мастерская Р. Френца, Сталинская премия), «Вожди Октября» Н. Л. Бабасюка (1949, мастерская Р. Р. Френца), «Сталин в Ставке Верховного главнокомандующего» В. В. Пименова (1949, мастерская В. М. Орешникова), «Репин и Крамской в мастерской художника Васильева» О. В. Десницкой (1950, мастерская М. И. Авилова), «Ленинградские композиторы» Л. Г. Петрова (1950, мастерская Б. В. Иогансона), «Киров и академик Крылов» Е. Е. Рубина (1950, мастерская М. И. Авилова), «Композитор Соловьёв-Седой» В. А. Кравченко (1951, мастерская В. Орешникова) и другие.
В лучших произведениях середины и второй половины 1950-х воплотились новые черты современника, прежде всего, молодёжи, человека труда, затронувшие его внутренний мир и внешний облик. Достаточно сравнить «Портрет сталевара Кировского завода Ф. И. Коновалова» 1949 года, по мнению Л. Зингера, одно из лучших произведений художника И. А. Серебряного, с его же «Портретом Ф. Безуглова, плавильщика завода „Красный Выборжец“» 1960 года. Заметным произведением не только для ленинградской живописи, но и для советского искусства стал большой портрет-картина «Горновой» (1955) художника М. П. Труфанова. У обоих авторов самоценна личность героя, притягательная своей убеждённостью, сильным и независимым характером, преисполненная внутреннего достоинства, сочетающая яркие индивидуальные характеристики с узнаваемыми типичными чертами. В одном ряду с ними стоят «Портрет Е. А. Мравинского» (1957) Л. А. Русова, «Портрет бригадира А. И. Перепёлкина» (1959) Л. В. Кабачека, «Портрет председателя колхоза М. Г. Долгова» (1959) Н. Л. Веселовой, «Шахтёр» (1959) М. П. Труфанова, «Катя Балтина из бригады отделочников» (1959) Б. В. Корнеев, «Портрет З. П. Шеренговой» (1959) А. П. Левитина, «Портрет художника А. Романычева» (1960) Ю. М. Непринцева, «Портрет итальянской киноактрисы Валентины Кортезе» (1957) В. М. Орешникова, «Портрет художника А. Пархоменко» (1958) О. Л. Ломакина и другие.
На крупнейших выставках второй половины 1950-х — выставке 1957 года в Русском музее, Всесоюзной юбилейной выставке 1957 года в Москве, выставке произведений ленинградских художников 1960 года в Русском музее, осенней выставке 1960 года в ЛОСХ — живописный портрет был представлен всеми своими видами. Так, в жанре исторического портрета были показаны новые работы «Ленин в Горках» (1957) Н. Н. Баскакова, «В. В. Маяковский» (1957) С. А. Бузулукова, «Горький и Шаляпин» (1957) П. Д. Бучкина, «Октябрьский ветер» (1957) М. М. Девятова, «Первая репетиция пьесы А. Горького „На дне“ в МХАТ» (1957) А. А. Казанцева, «Декабристы» (1957) С. И. Левенкова, «Антон Чехов» (1957) Л. А. Островой и другие.
Портрет современника был представлен работами «Лесорубы» (1957) А. Г. Ерёмина, «Групповой портрет заливщиков Ленинградского Металлического завода» (1960) Е. И. Бригадирова, "Портрет Е. Русовой, доярки колхоза «Гвардеец» (1957) Н. Л. Веселовой, «Портрет артистки Д. Журба» (1956) В. Л. Анисовича, «Портрет артиста В. Стржельчика в роли Рюи Блаза» (1956) Л. А. Русова, «Литовский рыбак» (1957) Э. В. Козлова, «Портрет народной артистки СССР Д. В. Зеркаловой» (1957) В. М. Орешникова, «Портрет доярки Маньковой» (1957) А. Т. Пушнина, «Портрет лесоруба Александрова» (1957) И. А. Раздрогина, «Портрет художницы М. Дрейфельд» (1956) М. К. Копытцевой, «Портрет народного артиста СССР Н. И. Якушенко» (1957) С. А. Ротницкого, «Путевой обходчик» (1957) Ф. И. Смирнова, «Автопортрет» (1957) И. П. Степашкина, «Доменщики» (1957) М. П. Труфанова, «Портрет художника Э. Арцруняна» (1957) Б. М. Харченко, «Портрет художника В. Ф. Загонека» (1957) Б. В. Корнеева, «Портрет писательницы О. Форш» (1957) А. В. Можаева, «Портрет учительницы М. А. Волгиной» (1957) И. С. Сорокина, «Портрет С. В. Образцова» (1955) С. Б. Эпштейна, «Портрет скульптора И. Крестовского» (1960) П. Д. Бучкина и другими произведениями.
Работами известных мастеров был представлен лирический портрет, среди них «Женский портрет» (1959) Г. В. Вернера, «Верочка на даче» (1957) А. А. Мыльникова, «Аня» (1957) С. Г. Невельштейна, «Портрет жены» (1957) В. А. Серова, «Женский портрет» (1957) А. К. Соколова, «Портрет отца» (1953) И. Л. Лизака, «Портрет скульптора В. Рыбалко» (1958) Е. Е. Моисеенко, «Женский портрет» (1959) Л. А. Фокина и другими произведениями.

## 1961—1991
На ленинградских выставках 1960—1980-х годов, которые позднее назовут «временем перемен», портретная живопись занимала одно из центральных мест. Подчёркнутый интерес к конкретному человеку, желание, по выражению В. А. Леняшина, «раствориться в жизни», выхватить из неё колоритные типы, не слишком при этом задумываясь об их месте в социальной иерархии, стали в эти годы и реакцией на «общественно-значимое» портретирование предшествующих десятилетий.
Героями своих произведений в эти годы художники выбирают создателей новой техники, участников освоения космоса и грандиозных новостроек Сибири, героев труда и спорта, выдающихся деятелей культуры, науки, искусства, добившихся признания своим трудом, прославивших страну и свой город. Их объединяла активная жизненная позиция, цельность характера и выдающееся профессиональное мастерство. Хотя эти качества неизменно привлекали художников, далеко не во всех работах им удаётся показать сложный внутренний мир современника. Удача здесь чаще сопутствовала автопортрету и лирическому портрету, героями которого становятся друзья и знакомые из близкого окружения художника, и даже почти случайно встреченный человек «с улицы».
К числу значительных произведений ленинградской портретной живописи этого периода критики относит работы «Девушки Донбасса» (1961) М. П. Труфанова, «Портрет учителя Л. Тараканова» (1961) О. Л. Ломакина, «Автопортрет» (1961), «Портрет первооткрывателя якутских алмазов Л. Попугаевой» (1964) Б. В. Корнеева, «Портрет художника П. К. Васильева» (1961) П. Д. Бучкина, «Портрет народного художника А. Ф. Пахомова» (1963) Пен Варлена, «Шостакович» (1964, ГРМ), «Рихтер» (1972, ГРМ) И. А. Серебряного, «Сергей Есенин с дедом» (1964, ГРМ) Е. Е. Моисеенко, «Портрет О. Берггольц» (1964) Т. К. Афониной, «Счастливая» (1969, ГРМ) А. А. Яковлева, «Портрет композитора А. Петрова» (1971, ГРМ) Б. С. Угарова, «Портрет Б. Б. Пиотровского» (1971, ГРМ) В. Орешникова, «Автопортрет» (1971, ГРМ) В. В. Ватенина, «Портрет М. Дудина» (1973) А. А. Мыльникова, «Автопортрет» (1974, ГРМ) Л. Н. Кирилловой, «Моторист Женя Зайцев» (1972), «Заонежский мастер-лодочник Тимофей Герасимович» (1974, ГРМ) А. Г. Ерёмина, «Портрет В. М. Шукшина» (1980) Н. Н. Баскакова, «Псковичи» (1990) С. А. Ротницкого и другие.
Усложняется, становится более разнообразной стилистика портрета. Более условными становятся границы жанров, усиливается их взаимопроникновение. Портрет всё чаще включается важнейшим элементом в тематическую картину, в пейзаж или в сочинённую композицию, как, например, в работах В. И. Тюленева. В свою очередь в поисках средств углублённой характеристики героя портрет всё чаще дополняется элементами пейзажа, жанра или натюрморта.
В 1970-е годы интерес к всесторонней разработке образа современника вылился в целую серию выставок ленинградских художников в Русском музее под общим названием «Наш современник». Первая выставка прошла в 1971 году, наиболее значительной стала зональная выставка 1975 года в Русском музее.
Так, на зональной выставке 1975 года образ современника был представленный всеми видами и типами живописного портрета. Среди них работы «Портрет художницы Л. Ц. Азизян» З. П. Аршакуни, «Портрет А. И. Гребенюк» Т. К. Афонина, «Портрет горного инженера К. А. Ермакова» А. С. Бантикова, «Парень из Дудинки», «Старая Нганасанка», «Рабочие Кировского завода» Н. Н. Баскакова, «Портрет Е. А. Белоусовой» П. П. Белоусова, «Катя» О. Б. Богаевской, «Портрет Натана Альтмана» А. И. Васильева, «Великие планы» Игоря Веселкина, «Портрет Героя Советского Союза С. П. Лисина» Г. В. Вернера, «Портрет заслуженного деятеля искусств А. Д. Зайцева» М. М. Девятова, «Автопортрет» Л. Кирилловой, «Портрет народной артистки СССР И. А. Колпаковой» А. П. Левитина, «Наши современники» Пен Варлена, «Молодые сталевары Ижорского завода» В. И. Рейхет, «Портрет Ю. Д. Ломана», «Портрет профессора К. Л. Иогансена» С. А. Ротницкого, «Чемпионка» Г. А. Смирновой, «Семья» Н. В. Суздалевой, «Перед игрой. Портрет А. Карпова» М. Тиме, «Ким Бритов» В. Ф. Токарев, «Металлурги» М. П. Труфанова, «Метростроевцы перед взрывом перемычки» Ю. Д. Хухрова, «Счастье» А. А. Яковлева и другие.
Годом позже на ретроспективной выставке «Изобразительное искусство Ленинграда» в Москве живописный портрет был представлен работами «Наташа» И. М. Балдиной, «Портрет Анастасии Винокуровой» А. А. Бантикова, «Патриотка Греции» П. П. Белоусова, «Сын» Д. В. Беляева, «Портрет народного артиста СССР П. З. Андреева» П. Д. Бучкина, «Портрет народной артистки РСФСР Е. Юнгер» Г. В. Вернера, «Сергей Есенин с матерью» И. П. Веселкина, «Портрет председателя колхоза М. Долгова» Н. Л. Веселовой, «Портрет дочери» О. А. Еремеева, «Портрет В. И. Малышева» Э. В. Козлова, «Портрет артистки Н. Надеждиной», «Портрет художницы Т. Шишмарёвой» В. В. Лебедева, «Портрет машиниста П. Смирнова» А. П. Левитина, «Женский портрет» Е. Е. Моисеенко, «Автопортрет», «Девушка у окна» К. С. Петрова-Водкина, «Девушка в футболке», «Девушка метростроевка» А. Н. Самохвалова, «Шахтёр», «Шахтёрка» М. П. Труфанова, «Портрет художника Я. Николаева» Ю. Н. Тулина, «Портрет девушки», «Портрет народного артиста СССР Н. П. Акимова» С. Б. Эпштейна, «Счастливая» А. А. Яковлева и другими. Часть из них, например, работы Самохвалова, Лебедева, Петрова-Водкина представляли классику ленинградской портретной живописи, другая часть — новые работы ведущих мастеров жанра.
И в 1980-е годы портрет в творчестве ленинградских живописцев оставался ведущим жанром, продолжавшим обладать «огромной, несравненной силой образного воздействия». Однако большие удачи в этот период встречались всё реже. Смена поколений в ленинградском искусстве совпала с усилением кризисных явлений в жизни общества, что не могло не найти своего отражения как в отдельных произведениях, так и в состоянии жанра в целом. Остро встала в эти годы и проблема героя, во все времена имевшая определяющее значение для русского портретного искусства.
В 1980-е годы живописный портрет занял некоторое место в творчестве «неофициальных» ленинградских художников — Р. Р. Васми, Г. А. Устюгова, Д. В. Шагина, В. Н. Шинкарёва и некоторых других, не обогатив, однако, этот жанр значительными произведениями или пластическими открытиями. До конца 1980-х их работы оставались практически неизвестными за пределами «нонконформистского движения», развиваясь изолированно от творчества художников ЛОСХ и не оказав сколько-нибудь заметного влияния на этот жанр изобразительного искусства Ленинграда. «Если иметь в виду собственно живопись, её имманентные цветовые категории, — писал Л. В. Мочалов в связи с выставкой „Время перемен. Искусство 1960—1985 в Советском Союзе“, — то „нон“ ничего существенного в них не привнёс. Он разве что наметил какие-то (преимущественно игровые) выходы из живописи как особого искусства…. Эти „выходы“ (или „уходы“?) могли открыть новые формы творчества, близкие декоративно-прикладному искусству, подчас занимательно-остроумные, зрелищно-эффектные; в то же время их распространение демонстрировало отсутствие подлинных, отвечающих определённому мировосприятию живописно-пластических идей. Развитие картины как специфической модели мира, сотворённой художником, пресекалось. Использование красок для текстовых манифестаций объективно свидетельствовало, что живопись художнику больше не нужна».

## Наследие и критика
Спустя десять лет, оценивая состояние портрета рубежа 1980—1990 годов, авторы книги «Портрет в России. XX век. Из собрания Русского музея» отмечают нарастание кризисных явлений в развитии жанра, несмотря на, казалось бы, появившуюся у художников «полную свободу самовыражения». «Значит, кризис?» — задаётся вопросом В. А Леняшин, и сам же отвечает: «да, если употреблять это слово, как употребляли его А. Белый, Н. А. Бердяев, А. А. Блок, говорившие о кризисе культуры и сознававшие — рождаются новые культурные парадигмы, какими бы странными они не казались». По мнению Е. В. Карповой и М. Б. Стекольниковой, «как это ни парадоксально, жанр портрета и даже автопортрета не нашёл себе достойного места в новейших творческих изысканиях. Он успешно продолжает существовать в своих традиционных реалистических формах…». «Отвергавшие догматы официоза художники, — писал Л. В. Мочалов, — не выдвинули какой-либо эстетической, а тем более стилистической программы. Не образовали они и достаточно выявленного течения, выработавшего какие-либо принципиально новые черты стиля».
Лучшее из созданного ленинградскими мастерами живописного портрет в XX веке вошло в золотой фонд отечественного искусства, став основой собраний советского портрета в Русском музее, Третьяковской галерее, других крупнейших художественных музеях страны. Их творчеству и произведениям посвящены многочисленные публикации, включая монографические исследования. Грандиозная портретная галерея, созданная за эти годы мастерами ленинградской школы, сохранила для потомков образы героев и простых современников ушедшей эпохи. Они были участниками и свидетелями героических и драматических событий, известными и безвестными творцами истории страны.
Наряду с наследием мастеров 19 — начала 20 века, опыт ведущих ленинградских портретистов, в том числе педагогический, является той основой, на которой развивается современная портретная живопись. Обращаясь к нему, к работам и статьям Е. Е. Моисеенко, И. А. Серебряного, А. Н. Самохвалова, Б. С. Угарова, современный художник, подобно своим предшественникам, берёт в нём всё ценное, что позволяет говорить о преемственности и наследовании традиций в современной отечественной портретной живописи.

## Галерея

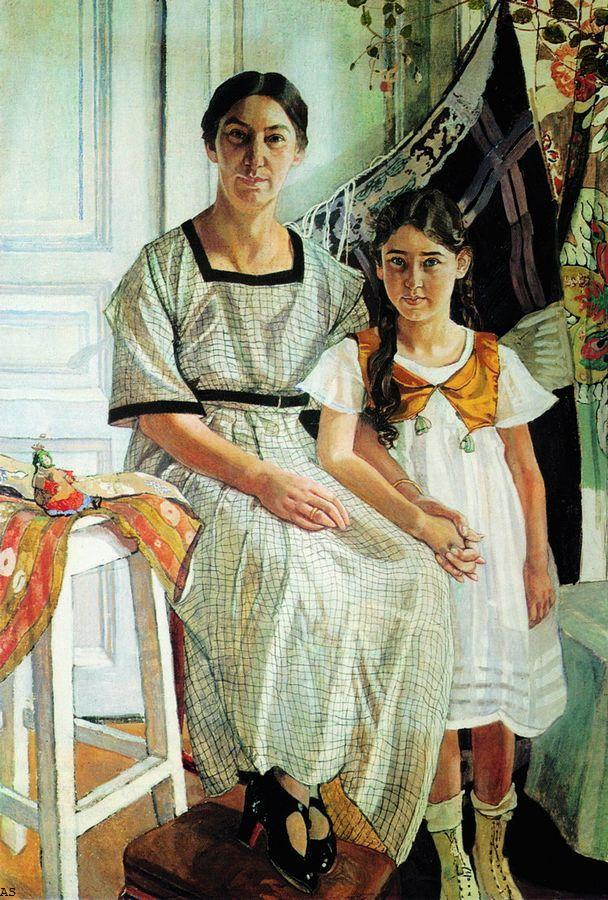
А. Я. Головин Портрет Л. Рыбаковой с дочерью. 1923